# Wehrbereichskommando VIII
Das Wehrbereichskommando VIII war ein Wehrbereichskommando der Bundeswehr. Aufgabe dieser Kommandobehörde war die Territoriale Verteidigung im Wehrbereich VIII. 
Das Wehrbereichskommando VIII wurde 1990 in Neubrandenburg aufgestellt. Zwischen 1991 und 1994 wurde die Führung des Wehrbereichs durch den fusionierten Stab „Division / Wehrbereichskommando VIII“ wahrgenommen. Ab 1995 lautete die Bezeichnung „Wehrbereichskommando VIII / 14. Panzergrenadierdivision“. Der Wehrbereich VIII umfasste Mecklenburg-Vorpommern, Sachsen-Anhalt, Brandenburg und Berlin. Das Wehrbereichskommando VIII wurde 1997 außer Dienst gestellt.

## Geschichte

### Aufstellung
Nach dem Beitritt der neuen Länder wurde die Bundeswehr in Ostdeutschland Nachfolger der Nationalen Volksarmee. Ab Oktober 1990 wurden in den neuen Bundesländern analog zur bewährten Gliederung des Territorialheeres in Westdeutschland Wehrbereiche und Wehrbereichskommandos ausgeplant. Das Wehrbereichskommando VIII übernahm im Wesentlichen die Führung des bis zur Wiedervereinigung bestehenden Militärbezirks V der Landstreitkräfte der Nationalen Volksarmee mit Stab in Neubrandenburg. Die im Militärbezirk V dislozierten Großverbände der Nationalen Volksarmee, im Wesentlichen also die 9. Panzerdivision, die 6. motorisierte Schützendivision, die 8. motorisierte Schützendivision und die 1. motorisierte Schützendivision, wurden außer Dienst gestellt. Der Wehrbereich VIII umfasste konkret die Länder Mecklenburg-Vorpommern, Sachsen-Anhalt, Brandenburg und Berlin. Nachgeordnet wurden Verteidigungsbezirkskommandos ausgeplant. Aufgestellt wurden folgende Verteidigungsbezirkskommandos:
- Verteidigungsbezirkskommando 81 (Halle)
- Verteidigungsbezirkskommando 82 (Magdeburg)
- Verteidigungsbezirkskommando 83 (Cottbus)
- Verteidigungsbezirkskommando 84 (Potsdam)
- Verteidigungsbezirkskommando 85 (Frankfurt (Oder))
- Verteidigungsbezirkskommando 86 (Schwerin)
- Verteidigungsbezirkskommando 87 (Neubrandenburg)
- Verteidigungsbezirkskommando 88 (Bad Doberan)

Das Verteidigungsbezirkskommando 100/Standortkommandantur Berlin wurde zeitgleich aufgestellt, wurde aber erst 1995 dem Wehrbereichskommando VIII unterstellt.
Das Wehrbereichskommando VIII unterstand zunächst dem Bundeswehrkommando Ost und wurde zur Eingliederung in das Heer zum 1. Juli 1991 dem Korps / Territorialkommando Ost unterstellt.

### Das fusionierte Wehrbereichskommando
Bereits im März 1991 wurde das Wehrbereichskommando VIII zur Einnahme der Heeresstruktur V mit den Truppenteilen, die für die geplante 14. Panzergrenadierdivision vorgesehen waren, zusammengefasst. Das umgegliederte Wehrbereichskommando erhielt die neue Bezeichnung „Division / Wehrbereichskommando VIII“. 
Nach Abzug der Gruppe der Sowjetischen Streitkräfte in Deutschland (GSSD) aus den ostdeutschen Garnisonen konnte gemäß Zwei-plus-Vier-Vertrag mit der Eingliederung der ostdeutschen Verbände in die NATO-Kommandostruktur und das Feldheer begonnen werden. Die bisher formal zum Territorialheer zählenden  Divisionsanteile der „Division / Wehrbereichskommando VIII“ wurden als 14. Panzergrenadierdivision neu aufgestellt. Die unterstellten Heimatschutzbrigaden wurden entsprechend in Panzerbrigaden bzw. Panzergrenadierbrigaden umbenannt. Zum 1. Januar 1995 erfolgte die Umbenennung in „Wehrbereichskommando VIII / 14. Panzergrenadierdivision“. Im Verteidigungsfall wären die fusionierten Stäbe voraussichtlich wieder getrennt worden. Das Wehrbereichskommando wäre auch im Verteidigungsfall Teil des unter nationalem Kommando stehenden Territorialheeres geblieben; die Divionsanteile wären dem Korps und damit mittelbar den Führungsstäben der NATO unterstellt worden.

### Auflösung
Zum 1. Oktober 1997 wurde das „Wehrbereichskommando VIII / 14. Panzergrenadierdivision“ getrennt. Die 14. Panzergrenadierdivision bestand als eigenständige Division fort. Das Wehrbereichskommando VIII wurde zum 1. Oktober 1997 – früher als alle anderen Wehrbereichskommandos – aufgelöst. Die Organisation der Territorialen Verteidigung im nördlichen Teil des „alten“ Wehrbereichs VIII, konkret im Land Mecklenburg-Vorpommern, wurde dem Wehrbereichskommando I in Kiel übertragen. Die Aufgaben im südlichen Wehrbereich, konkret in den Ländern Berlin, Sachsen-Anhalt und Brandenburg, übernahm das Wehrbereichskommando VII in Leipzig.

## Gliederung
Dem „Wehrbereichskommando VIII / 14. Panzergrenadierdivision“ unterstanden Anfang 1995 im Wesentlichen folgende Territorialverbände:
- Stabs/Stabskompanie (Neubrandenburg)
  -  Verteidigungsbezirkskommando 81 (Halle)
  -  Verteidigungsbezirkskommando 82 (Magdeburg)
  -  Verteidigungsbezirkskommando 83 (Cottbus)
  -  Verteidigungsbezirkskommando 84 (Potsdam)
  -  Verteidigungsbezirkskommando 85 (Frankfurt (Oder))
  -  Verteidigungsbezirkskommando 86 (Schwerin)
  -  Verteidigungsbezirkskommando 87 (Neubrandenburg)
  -  Verteidigungsbezirkskommando 88 (Bad Doberan)
  -  Verteidigungsbezirkskommando 100 (Berlin)
  -  Pionierbrigade 80 (Storkow)

## Verbandsabzeichen

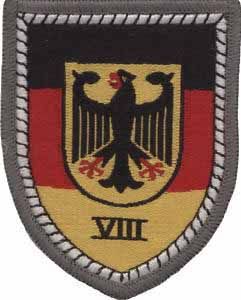
Gewebtes Verbandsabzeichen des Wehrbereichskommandos

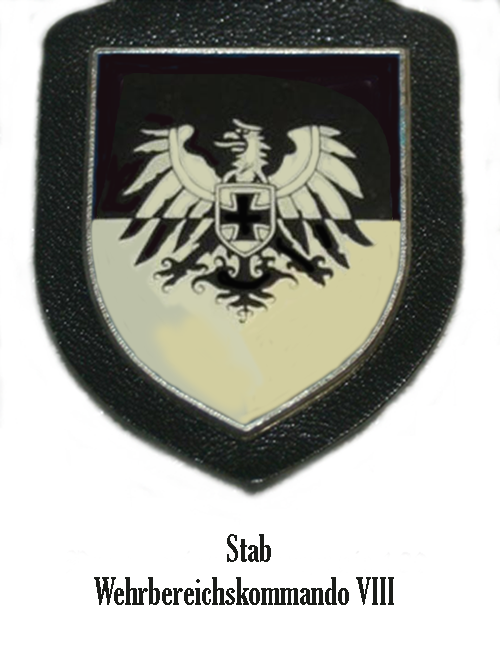
Internes Verbandsabzeichen des Stabes des Wehrbereichskommandos VIII: eine Variation des Wappens derer von Hohenzollern bzw. des Brandenburgischen Adlers belegt mit dem Eisernen Kreuz

Das Wehrbereichskommando führte ein Verbandsabzeichen mit folgender Blasonierung:
„Von einer silbernen Kordel mit eingeflochtenem schwarzen Faden gefasst, geteilt zu Schwarz, Rot, Gold in goldenem Mittelschild ein einköpfiger schwarzer Adler, den Kopf nach rechts gewendet, die Flügel offen, aber mit geschlossenem Gefieder, Schnabel, Zunge und Fänge von roter Farbe (Bundesadler); der Mittelschild unten begleitet von der schwarzen römischen Ziffer VIII.“
Die Schildteilung entsprach der Flagge Deutschlands. Die Motive des Verbandsabzeichens ähnelten im Übrigen dem Wappen Deutschlands. Der Bundesadler war das deutsche Wappentier. Er wurde ähnlich auf den Truppenfahnen abgebildet. Die enge Anlehnung an das Wappen und die Flagge Deutschlands verdeutlichte, dass das Territorialheer und seine Wehrbereichskommandos auch im Verteidigungsfall unter Kommandogewalt des nationalen Befehlshabers blieb und nicht der NATO assigniert war. 
Die Verbandsabzeichen der Kommandobehörden im Territorialheer waren sich besonders ähnlich. Insbesondere unterschieden sich die Verbandsabzeichen der übergeordneten Territorialkommandos und der  anderen Wehrbereichskommando nur durch die Beschriftung. Auch das Verbandsabzeichen des Bundesministeriums der Verteidigung war bis auf den Bord fast identisch. Der bei den Wehrbereichskommandos silber/schwarz geflochtene Rand symbolisierte die Stellung unterhalb des Bundesministeriums der Verteidigung, das entsprechend eine „höherwertige“ goldene Kordel aufwies.